# Gilles Simon
Gilles Simon (ur. 27 grudnia 1984 w Nicei) – francuski tenisista, zdobywca Pucharu Davisa 2017, olimpijczyk.

## Kariera tenisowa
Karierę tenisową Francuz rozpoczął w roku 2002. Pierwsze zwycięstwo w turniejach rangi ITF Futures odniósł w czerwcu 2003 roku w Lizbonie, a zawodach kategorii ATP Challenger Tour w styczniu 2005 roku w Numei.
W turniejach rangi ATP World Tour pierwszy znaczący wynik Simon osiągnął w połowie kwietnia roku 2006, awansując do finału rozgrywek w Walencji. Finałowy pojedynek przegrał jednak w dwóch setach z Nicolásem Almagro.
Na początku sezonu 2007 Simon wygrał po raz pierwszy w karierze zawody ATP World Tour, podczas rywalizacji w Marsylii. Po drodze wyeliminował m.in. Lleytona Hewitta, a w meczu finałowym pokonał Markosa Pagdatisa. W połowie września odniósł swój drugi triumf w imprezach ATP, na ziemnych kortach w Bukareszcie, pokonując w decydującym meczu Victora Hănescu.
W maju 2008 roku Francuz zwyciężył w Casablance. Przechodząc najpierw eliminacje pokonał w drodze po tytuł Jo-Wilfrieda Tsongę, a w finale Juliena Benneteau. W połowie lipca Simon wygrał turniej w Indianapolis, gdzie w finale pokonał Dmitrija Tursunowa. We wrześniu ponownie zatriumfował w Bukareszcie, a w połowie października, podczas rozgrywek ATP Masters Series w Madrycie awansował do finału. Po drodze wyeliminował m.in. Jamesa Blake’a oraz Rafaela Nadala; przegrał z Andym Murrayem. Tego roku Simon zagrał na igrzyskach olimpijskich w Pekinie, z których został wyeliminowany w III rundzie przez Jamesa Blake’a.
Sezon 2009 Simon zakończył z jednym turniejowym zwycięstwem, w Bangkoku, gdzie w finale pokonał Viktora Troickiego. Ponadto w styczniu doszedł do ćwierćfinału wielkoszlemowego Australian Open, eliminując m.in. Gaëla Monfilsa. Mecz o półfinał imprezy przegrał z Nadalem.
Pod koniec września 2010 roku Simon odniósł swoje siódme zwycięstwo z cyklu ATP World Tour, podczas rywalizacji w Metzu. Francuz wyeliminował po drodze, w półfinale, finalistę z 2009 roku Philippa Kohlschreibera, a w meczu finałowym wygrał z Niemcem Mischą Zverevem.
Na początku roku 2011 Simon zwyciężył w turnieju w Sydney, gdzie pokonał m.in. Sama Querreya i Ernestsa Gulbisa, w finale zaś wygrał z Viktorem Troickim. Pod koniec lipca Francuz zwyciężył w rozgrywkach w Hamburgu. W drodze po tytuł zdołał wyeliminować m.in. Gaëla Monfilsa, Michaiła Jużnego, a w finale wygrał z Nicolásem Almagro.
W kwietniu 2012 roku Simon zwyciężył w turnieju w Bukareszcie. Było to jego dziesiąte zwycięstwo singlowe. W finale turnieju pokonał Włocha Fabio Fogniniego. Pod koniec września doszedł do finału w Bangkoku, gdzie nie sprostał Richardowi Gasquetowi. Latem zagrał na igrzyskach olimpijskich w Londynie. Z konkurencji singlowej odpadł w III rundzie, natomiast w deblu poniósł porażkę w I rundzie w parze z Gaëlem Monfilsem.
Pierwszy finał do jakiego Simon dotarł na nawierzchni trawiastej miał miejsce w czerwcu 2013 roku, w Eastbourne. Spotkanie o tytuł przegrał z Feliciano Lópezem. We wrześniu Simon odniósł zwycięstwo w Metzu. Francuz w rundzie finałowej był lepszy od Jo-Wilfrieda Tsongi pokonując go 6:4, 6:3.
We wrześniu 2014 roku Simon osiągnął drugi w karierze finał ATP World Tour Masters 1000, w Szanghaju, gdzie w decydującym meczu został pokonany przez Rogera Federera.
W lutym 2015 roku wygrał w rozgrywanym w Marsylii Open 13, pokonując Gaëla Monfilsa. Drugi w sezonie finał Simon osiągnął pod koniec września, w Metzu, gdzie uległ Jo-Wilfriedowi Tsondze.
W sierpniu 2016 zagrał na igrzyskach olimpijskich w Rio de Janeiro osiągając 3 rundę gry pojedynczej. Simon został wyeliminowany przez Rafaela Nadala. Sezony 2016 i 2017 zakończył bez wygranego turnieju.
Rok 2018 Simon rozpoczął od udziału w zawodach w Pune, zwyciężając w finale z Kevinem Andersonem. Osiągnął również pierwszy w karierze finał w grze podwójnej, wspólnie z Pierre-Hugues’em Herbertem. Drugi tytuł w sezonie Simon wygrał w Metzu. Został także finalistą w Lyonie.
Podczas sezonu 2019 tenisista francuski zagrał w przegranym finale w Londynie (Queen’s).
W lipcu 2021 roku wystartował w zawodach singlowych igrzysk olimpijskich w Tokio, z których odpadł w 1 rundzie. 
Podczas meczu 2 rundy Rolanda Garrosa 2022 ze Steve'em Johnsonem wygrał mecz nr 500 w karierze. Ostatni turniej w karierze rozegrał październiku 2022 roku w Paryżu, gdzie doszedł do trzeciej rundy pokonany przez Félixa Augera-Aliassime.
W marcu 2009 roku Simon zadebiutował w reprezentacji Francji podczas meczu Pucharu Davisa z zespołem Czech. Francuz przegrał oba swoje singlowe pojedynki, najpierw z Tomášem Berdychem, a potem z Radkiem Štěpánkiem. W 2010 roku awansował z drużyną do finału zawodów. W finale przeciwko Serbii Simon przegrał z Novakiem Đokoviciem. Końcowy wynik rywalizacji to 3:2 dla Serbów. Podczas edycji z 2017 roku Simon zdobył z reprezentacją trofeum po pokonaniu w finale 3:2 Belgii. 
Najwyżej sklasyfikowany w rankingu singlistów był na 6. miejscu w styczniu 2009 roku.

### Finały w turniejach ATP Tour
| Legenda                                      |
| -------------------------------------------- |
| Wielki Szlem                                 |
| Igrzyska olimpijskie                         |
| Tennis Masters Cup / ATP Finals              |
| ATP Masters Series / ATP Tour Masters 1000   |
| ATP International Series Gold / ATP Tour 500 |
| ATP International Series / ATP Tour 250      |

#### Gra pojedyncza (14–8)
| Końcowy wynik | Nr  | Data                 | Turniej      | Nawierzchnia  | Przeciwnik         | Wynik finału        |
| ------------- | --- | -------------------- | ------------ | ------------- | ------------------ | ------------------- |
| Finalista     | 1.  | 16 kwietnia 2006     | Walencja     | Ceglana       | Nicolás Almagro    | 2:6, 3:6            |
| Zwycięzca     | 1.  | 18 lutego 2007       | Marsylia     | Twarda (hala) | Markos Pagdatis    | 6:4, 7:6(3)         |
| Zwycięzca     | 2.  | 16 września 2007     | Bukareszt    | Ceglana       | Victor Hănescu     | 4:6, 6:3, 6:1       |
| Zwycięzca     | 3.  | 25 maja 2008         | Casablanca   | Ceglana       | Julien Benneteau   | 7:5, 6:2            |
| Zwycięzca     | 4.  | 20 lipca 2008        | Indianapolis | Twarda        | Dmitrij Tursunow   | 6:4, 6:4            |
| Zwycięzca     | 5.  | 14 sierpnia 2008     | Bukareszt    | Ceglana       | Carlos Moyá        | 6:3, 6:4            |
| Finalista     | 2.  | 19 października 2008 | Madryt       | Twarda (hala) | Andy Murray        | 4:6, 6:7(6)         |
| Zwycięzca     | 6.  | 4 października 2009  | Bangkok      | Twarda (hala) | Viktor Troicki     | 7:5, 6:3            |
| Zwycięzca     | 7.  | 26 września 2010     | Metz         | Twarda (hala) | Mischa Zverev      | 6:3, 6:2            |
| Zwycięzca     | 8.  | 16 stycznia 2011     | Sydney       | Twarda        | Viktor Troicki     | 7:5, 7:6(4)         |
| Zwycięzca     | 9.  | 24 lipca 2011        | Hamburg      | Ceglana       | Nicolás Almagro    | 6:4, 4:6, 6:4       |
| Zwycięzca     | 10. | 29 kwietnia 2012     | Bukareszt    | Ceglana       | Fabio Fognini      | 6:4, 6:3            |
| Finalista     | 3.  | 30 września 2012     | Bangkok      | Twarda (hala) | Richard Gasquet    | 2:6, 1:6            |
| Finalista     | 4.  | 22 czerwca 2013      | Eastbourne   | Trawiasta     | Feliciano López    | 6:7(2), 7:6(5), 0:6 |
| Zwycięzca     | 11. | 22 września 2013     | Metz         | Twarda (hala) | Jo-Wilfried Tsonga | 6:4, 6:3            |
| Finalista     | 5.  | 12 października 2014 | Szanghaj     | Twarda        | Roger Federer      | 6:7(6), 6:7(2)      |
| Zwycięzca     | 12. | 22 lutego 2015       | Marsylia     | Twarda (hala) | Gaël Monfils       | 6:4, 1:6, 7:6(4)    |
| Finalista     | 6.  | 27 września 2015     | Metz         | Twarda (hala) | Jo-Wilfried Tsonga | 6:7(5), 6:1, 2:6    |
| Zwycięzca     | 13. | 6 stycznia 2018      | Pune         | Twarda        | Kevin Anderson     | 7:6(4), 6:2         |
| Finalista     | 7.  | 26 maja 2018         | Lyon         | Ceglana       | Dominic Thiem      | 6:3, 6:7(1), 1:6    |
| Zwycięzca     | 14. | 23 września 2018     | Metz         | Twarda (hala) | Matthias Bachinger | 7:6(2), 6:1         |
| Finalista     | 8.  | 23 czerwca 2019      | Londyn       | Trawiasta     | Feliciano López    | 2:6, 7:6(4), 6:7(2) |

#### Gra podwójna (0–1)
| Końcowy wynik | Nr | Data            | Turniej | Nawierzchnia | Partner               | Przeciwnicy                  | Wynik finału   |
| ------------- | -- | --------------- | ------- | ------------ | --------------------- | ---------------------------- | -------------- |
| Finalista     | 3. | 6 stycznia 2018 | Pune    | Twarda       | Pierre-Hugues Herbert | Robin Haase Matwé Middelkoop | 6:7(5), 6:7(5) |

### Starty wielkoszlemowe (gra pojedyncza)
| Turniej         | 2005 | 2006 | 2007 | 2008 | 2009 | 2010 | 2011 | 2012 | 2013 | 2014 | 2015 | 2016 | 2017 | 2018 | 2019 | 2020 | 2021 | 2022 | Wygrane turnieje | Bilans w turnieju |
| --------------- | ---- | ---- | ---- | ---- | ---- | ---- | ---- | ---- | ---- | ---- | ---- | ---- | ---- | ---- | ---- | ---- | ---- | ---- | ---------------- | ----------------- |
| Australian Open | –    | 3R   | 1R   | 3R   | QF   | –    | 2R   | 2R   | 4R   | 3R   | 3R   | 4R   | 3R   | 2R   | 2R   | 2R   | 1R   | –    | 0 / 15           | 25–15             |
| French Open     | 1R   | 1R   | 2R   | 1R   | 3R   | –    | 4R   | 3R   | 4R   | 3R   | 4R   | 3R   | 1R   | 3R   | 2R   | 1R   | 1R   | 3R   | 0 / 17           | 23–17             |
| Wimbledon       | –    | 1R   | 2R   | 3R   | 4R   | 3R   | 3R   | 2R   | 1R   | 3R   | QF   | 2R   | 2R   | 4R   | 2R   | NH   | 1R   | –    | 0 / 15           | 22–15             |
| US Open         | –    | 2R   | 2R   | 3R   | 3R   | 3R   | 4R   | 3R   | –    | 4R   | 1R   | 2R   | 1R   | 2R   | 2R   | 2R   | –    | –    | 0 / 14           | 20–14             |
| Bilans spotkań  | 0–1  | 3–4  | 3–4  | 6–4  | 11–4 | 3–2  | 9–4  | 6–4  | 6–3  | 9–4  | 9–4  | 7–4  | 3–4  | 7–4  | 4–4  | 2–3  | 0–3  | 2–1  | N/A              | 90–61             |